# Etonia Dogalau
Etonia Moceituba Dogalau (ur. 24 lutego 2001 w Ba) – fidżyjski piłkarz grający na pozycji pomocnika w klubie Ba FC.

## Kariera klubowa

### Ba FC
Dogalau zadebiutował w Ba FC 17 sierpnia 2019 w meczu z Labasa FC (wyg. 3:0). Pierwszą bramkę zdobył 14 marca 2021 w wygranym 4:1 spotkaniu przeciwko Nadi FC.

## Kariera reprezentacyjna
| Mecze i gole w reprezentacji | Mecze i gole w reprezentacji | Mecze i gole w reprezentacji | Mecze i gole w reprezentacji | Mecze i gole w reprezentacji | Mecze i gole w reprezentacji | Mecze i gole w reprezentacji | Mecze i gole w reprezentacji                |
| Fidżi U-23                   | Fidżi U-23                   | Fidżi U-23                   | Fidżi U-23                   | Fidżi U-23                   | Fidżi U-23                   | Fidżi U-23                   | Fidżi U-23                                  |
| Lp.                          | Data                         | Miejsce                      | Gospodarz                    | Gość                         | Wynik                        | Gol                          | Rozgrywki                                   |
| ---------------------------- | ---------------------------- | ---------------------------- | ---------------------------- | ---------------------------- | ---------------------------- | ---------------------------- | ------------------------------------------- |
| 1.                           | 30.08.2023                   | Auckland                     | Nowa Zelandia U-23           | Fidżi U-23                   | 3:1                          |                              | Eliminacje OFC na Igrzyska Olimpijskie 2023 |
| 2.                           | 02.09.2023                   | Auckland                     | Papua-Nowa Gwinea U-23       | Fidżi U-23                   | 0:2                          | Gol                          | Eliminacje OFC na Igrzyska Olimpijskie 2023 |
| 3.                           | 06.09.2023                   | Auckland                     | Wyspy Salomona U-23          | Fidżi U-23                   | 0:3                          | Gol · Gol                    | Eliminacje OFC na Igrzyska Olimpijskie 2023 |
| 4.                           | 09.09.2023                   | Auckland                     | Nowa Zelandia U-23           | Fidżi U-23                   | 9:0                          |                              | Eliminacje OFC na Igrzyska Olimpijskie 2023 |
| Fidżi                        |                              |                              |                              |                              |                              |                              |                                             |
| Lp.                          | Data                         | Miejsce                      | Gospodarz                    | Gość                         | Wynik                        | Gol                          | Rozgrywki                                   |
| 1.                           | 18.11.2023                   | Honiara                      | Fidżi                        | Mariany Północne             | 10:0                         | Gol                          | Igrzyska Pacyfiku 2023                      |
| 2.                           | 21.11.2023                   | Honiara                      | Fidżi                        | Tahiti                       | 0:0                          |                              | Igrzyska Pacyfiku 2023                      |
| 3.                           | 28.11.2023                   | Honiara                      | Wyspy Salomona               | Fidżi                        | 2:0                          |                              | Igrzyska Pacyfiku 2023                      |
| 4.                           | 01.12.2023                   | Honiara                      | Vanuatu                      | Fidżi                        | 2:4                          |                              | Igrzyska Pacyfiku 2023                      |
| 5.                           | 19.06.2024                   | Suva                         | Fidżi                        | Samoa                        | 9:1                          | Gol · Gol                    | Puchar Narodów Oceanii 2024                 |